# 武井信也
武井 信也（たけい しんや、1971年9月8日 - ）は日本の男性実業家・写真家・研究者である。株式会社マーズフラッグの創業者で代表取締役CEO社長。MARS FLAG ASIA PACIFIC Pte, Ltd. CEO。東京大学大学院情報理工学系研究科　UMP-JUSTプロジェクトiPI( industrial Principal Investigator )

## 人物
長野県松本市で出生し、千葉県で育つ。千葉市美浜区の稲毛高校を卒業後、千葉工業大学電気工学科へ進学したが、中退した。交換留学プログラムの留学先である英国統治時代の香港大学（HKU）で取得した経営学の学位をもとに、2016年に英国国立ウェールズ大学経営大学院でMBA（経営学修士）とMOT（技術経営修士）の2つの修士号を二年半かけて取得したと、2020年11月26日(木)20時より開催された「武井塾公式 Facebook 無料ライブトーク 第1回」で武井氏自らが発言している。
イベント・映像制作の Ray に参画し、黎明期のWeb制作に関わる。このRayで受注した大手レコード会社のサイト制作の多くは東京大学の友人らが起業した有限会社オン・ザ・エッヂ（後のライブドア）で行われた。武井らは Ray の株式公開前にサーチエンジンの研究開発会社、株式会社マーズフラッグを起業する。
1999年、GMOの熊谷正寿、島貫慶太、穐田誉輝らと広告オークションサイト「株式会社サイバーコム(株式会社アド・マーケットプレイス)」を創業、取締役就任。2001年DAC（デジタル・アドバタイズ・コンソーシアム）としてナスダック・ジャパンに株式公開・同年取締役辞任。
2021年4月より 東京大学情報理工学系研究科 情報理工学教育研究センターの産学連携部門を実施主体に運営している UMP-JUSTにおいて、UMP-JUSTプロジェクトiPI (UMP-JUSTにおいて実施される恒久的ではないプロジェクトの推進にあたって、リーダーとして貢献するエキスパートの呼称) に就任した
ハイエンドオーディオマニアで、初期からのAppleフリークでもある。2014年シンガポールに移住。

## 教育者
マレーシアで知り合った小倉なおよ氏を発起人として、クラウドファンディング CAMPFIREで目標額を達成した理数ギフテッドのための（アート・起業・グローバルを軸とする）私塾『武井塾』を主宰、塾長を勤めた。
しかしながら、2021年5月23日の第4回講義を最後に武井塾は突然終了した。CAMPFIREのアナウンスによれば、武井氏の持病による体調悪化が理由とのこと。なお、2022年4月時点で以下の武井塾の関連サイトはすべて消滅している。
- 武井塾公式ウェブサイト[7]
- 武井塾公式 Facebookページ[8]
- 武井塾公式 note[9]
- 武井塾公式 Twitter[10]
- ワクワク海外移住[11](小倉なおよ氏が運営する有限会社Daisies内)

## 研究者
2016年に英国国立ウェールズ大学経営大学院MBA（日本語）プログラムにて、ボーングローバルベンチャー(BGV)起業家について研究を行う。

## 写真家
幼い頃から写真館でもあった母方の実家で写真に触れながら育つ。祖父は山岳写真家。叔父、従兄弟も写真家として活動しており、本人も会社経営の傍ら写真家として活動している。
2021年に写真集『THE TIME TRAVELER』（エイアールディー）2021、ISBN-13 978-4906978748 を出版。

## 学生時代の活動

### 萌え
世界的に有名になった「萌え」の発生・啓蒙には武井が主催していたパソコン通信のコミュニティ「聖まりあんぬBBS」が深く関わったという説がある。

### 聖まりあんぬBBS
1989年から1994年頃まで運営されたパソコン通信BBS「聖まりあんぬ」は武井の「子供部屋」に在った。「鴨邸（かもてい）」とも呼ばれ、黎明期のオープンソース・プログラマやアンダーグラウンドのアーティストの卵が集う溜まり場だった。

### ゲームラボ
高校生から投稿・連載していたバックアップ活用テクニックを、ハッキングとゲーム、ネット、美少女を融合させたゲームラボとして新創刊させる企画を初代編集長の福場龍夫らと共に着想・実現し、新創刊させた。

## 実業家としての略歴
- 1994年 Ray Corporationに学生インターンで参画(1994年9月退学)
- 1998年 Ray Corporation退社
- 1998年 10月 サーチエンジン研究のビーボイド（現・株式会社マーズフラッグ）創業、代表取締役就任
- 1999年 インターネット広告オークションの株式会社サイバーコム創業・取締役就任
- 2000年 株式会社サイバーコムに熊谷正寿、穐田誉輝らが資本参加、アドマーケットプレイス株式会社へ商号変更
- 2001年 株式会社アドマーケットプレイスを デジタル・アドバタイジング・コンソーシアム株式会社 に売却・同社NASDAQ JAPANへ株式公開・同年取締役辞任
- 2004年 ビーボイドを株式会社マーズフラッグに改組・代表取締役社長就任
- 2006年 世界初の見える検索エンジン発明の功績が認められ、第4回Webクリエーション・アウォードで「Web人賞」を受賞
- 2011年 創業者の武井信也を中心とした経営陣でマーズフラッグの株式をファンドから買収し、MBOマネジメント・バイアウトを完了
- 2013年 Singapore に MARSFLAG ASIA PACIFIC LTD を設立し代表取締役就任、シンガポールへ移住
- 2016年 上海に MARSFLAG ASIA PACIFIC - SHANGHAI を設立

## 開発ソフトウェア
オープンソースプログラマとしてシャープのX68000シリーズ用インタプリタ言語搭載のファイラーである「MadokaINTerpreter」(mint.x)を開発した。現在は後継者によって GNU GPL 準拠のソフトウェアとなっている。
1997年11月、Windows用にAMI(ActiveMovieInteractive) DirectX,AGP,MMX対応 高速多機能Effect付き AVI,QuickTime,MPEGプレーヤを開発・公開した。

## 著書
- 『世界を変えるITクリエイターの力』（幻冬舎）2013、ISBN 978-4-344-97017-5
- 『THE TIME TRAVELER』（エイアールディー）2021、ISBN-13 978-4906978748

## 出演TV番組
- ワールドビジネスサテライト 2005年 -
- 井の中のカワズ君 2005年10月18日 - 2006年3月21日 放映
- テレビ東京 My Fresh Life 最近見つけた、気持ちのいい暮らし方。2021年6月20日 放映